# Змиярник
Змиярник, Змийска хурка или  Змийско грозде (Arum), е род многогодишни треви от семейство Змиярникови. Мъжките и женските цветове са събрани в съцветие – кочан, с покривен лист. Съществуват около 12 вида в Европа и Азия. В България има 3 вида. Отровни са. Използват се в медицината и като декоративно цвете. Растението се среща също и на Атонския полуостров в Гърция.
- Arum alpinum
- Arum balansanum
- Arum concinnatum
- Arum creticum
- Arum cyrenaicum[1]
- Arum dioscoridis
- Arum dracunculus
- Arum euxinum
- Arum gratum
- Arum hygrophilum
- Arum idaeum
- Arum italicum
- Arum korolkowii
- Arum maculatum
- Arum nigrum
- Arum palaestinum
- Arum pictum
- Arum polyphyllum
- Arum purpureospathum
- Arum rupicola
- Arum triphyllum

## Употреба

### В кулинарията
Коренът на растението, когато е добре опечен, е ядлив. В миналото се е използвал и за напитка, популярна преди въвеждането на чая или кафето. Ако се приготви неправилно, може да е силно токсичен, затова трябва да бъде подготвен с дължимата грижа и предпазливост.

### В цветарството
Отглежда се като декоративно растение в традиционни градини. Обича по-тъмните местообитания.

### В домакинството
Като прах за пране са се използвали корените му в миналото. През 1440 г. монахините от Сионското Абатство използвали корените на растението, за да направят скорбяла за олтарни платове и други цветни покривки.